# Wiley (Colorado)
Wiley és una població dels Estats Units a l'estat de Colorado. Segons el cens del 2000 tenia 483 habitants.

## Demografia
Segons el cens del 2000, Wiley tenia 483 habitants, 178 habitatges, i 121 famílies. La densitat de població era de 532,8 habitants per km².
Dels 178 habitatges en un 40,4% hi vivien nens de menys de 18 anys, en un 55,6% hi vivien parelles casades, en un 9% dones solteres, i en un 31,5% no eren unitats familiars. En el 25,8% dels habitatges hi vivien persones soles el 10,7% de les quals corresponia a persones de 65 anys o més que vivien soles. El nombre mitjà de persones vivint en cada habitatge era de 2,71 i el nombre mitjà de persones que vivien en cada família era de 3,22.
Per edats la població es repartia de la següent manera: un 31,1% tenia menys de 18 anys, un 8,9% entre 18 i 24, un 34% entre 25 i 44, un 16,6% de 45 a 60 i un 9,5% 65 anys o més.
L'edat mediana era de 32 anys. Per cada 100 dones de 18 o més anys hi havia 91,4 homes.
La renda mediana per habitatge era de 30.294 $ i la renda mediana per família de 32.143 $. Els homes tenien una renda mediana de 30.156 $ mentre que les dones 18.750 $. La renda per capita de la població era de 13.115 $. Entorn del 13,1% de les famílies i el 20,2% de la població estaven per davall del llindar de pobresa.

## Poblacions més properes
El següent diagrama mostra les poblacions més properes.